# Неотам
Неотам — подсластитель, созданный компанией NutraSweet, структурно схожий с аспартамом. Представляет собой дипептид, состоящий из двух аминокислот (L-аспарагиновой кислоты и L-фенилаланина), модифицированный двумя органическими функциональными группами: метил-эфирной и неогексиловой.
Неотам примерно в 30 раз слаще аспартама и в 7000—13000 раз слаще сахарозы, быстро метаболизируется, а продукты метаболизма полностью усваиваются или выводится из организма путём естественных физиологических процессов.
Неотам имеет чистый сладкий вкус, подобный сахарозе. Также он, в отличие от аспартама, может применяться при изготовлении выпечки и при варке, поскольку является достаточно термостабильным. Использование неотама может быть экономически выгодным в сравнении с аспартамом, поскольку для придания продукту требуемой сладости необходимо добавить меньшее количество неотама, чем аспартама.

## Применение
Неотам подходит для использования в газированных безалкогольных напитках, йогуртах, пирожных, порошках для приготовления напитков и прочих продуктов питания. Поскольку неотам является термостабильным подсластителем, его можно использовать в качестве подсластителя для горячих напитков, таких как кофе. Кроме того, он подавляет восприятие горького вкуса, исходящего, например, от таких компонентов, как кофеин, и может усиливать аромат некоторых пищевых ароматизаторов.
В 2002 году Управление по санитарному надзору за качеством пищевых продуктов и медикаментов (FDA) одобрило использование неотама в качестве непитательного подсластителя и усилителя вкуса в США в продуктах питания в целом, за исключением мясной продукции. В 2010 году он был одобрен для использования в продуктах питания Европейским агентством по безопасности продуктов питания (EFSA) как пищевая добавка E961. В 2012 году неотам внесён в технический регламент Таможенного союза 029/2012 «Требования безопасности пищевых добавок, ароматизаторов и технологических вспомогательных средств» в качестве разрешённой пищевой добавки.

## Безопасность
Согласно документациям FDA и EFSA, допустимое суточное потребление (ДСП) неотама для человека составляет 0,3 и 2 мг на кг массы тела соответственно. Уровень, не вызывающий видимых отрицательных эффектов, по данным EFSA, для людей составляет 200 мг/кг массы тела в день. Предполагаемое возможное ежедневное потребление с пищей неотама значительно ниже уровня ДСП из-за высокой сладости подсластителя. В организме человека, неотам может образовывать фенилаланин, но при использовании вещества в рекомендованных дозировках неотам не способен оказать вред больным фенилкетонурией. Неотам не оказывает неблагоприятного воздействия на больных сахарным диабетом 2-го типа. Подсластитель также не считается канцерогенным или мутагенным.
Центр науки в общественных интересах оценивает неотам как безопасный подсластитель в продуктах питания.

## Сладость
Неотам имеет сладкий вкус, поскольку является агонистом TAS1R2-рецепторов, находящихся на поверхности языка. Аспартам, как и многие подсластители, связывается с тем же рецептором.
Порог выхода на плато по сладости достигается при концентрации раствора неотама, эквивалентной сладости раствора сахарозы с массовой долей последней 15,1 %. Для сравнения, пороги выхода на плато у ацесульфама калия, цикламата натрия и сахарина составляют 11,6 %, 11,3 % и 9 % соответственно.
Неотам обладает улучшающими вкусовые качества свойствами и по сравнению с сахарозой или аспартамом и имеет относительно низкие затраты на его использование, поскольку обладает высокой относительной сладостью.

## Получение

### Синтез
Неотам синтезируется из аспартама путём восстановительного алкилирования 3,3-диметилбутилальдегидом на палладиевом катализаторе в присутствии метанола в атмосфере водорода. Стереохимия аспартама сохраняется во время синтеза, поэтому неотам и аспартам имеют идентичную стереохимию. Реакцию проводят при комнатной температуре под повышенным давлением в течение нескольких часов. Катализатор далее отфильтровывается на диатомовой земле, а метанол из раствора отгоняют перегонкой с постепенным добавлением воды. Далее смесь охлаждают. Из-за достаточно низкой растворимости неотама в холодной воде, он выделяется в виде осадка, который отделяют центрифугированием, промывают водой и сушат под вакуумом. После этого, кристаллы измельчают до подходящего размера.

## Физико-химические свойства

### Структура
Неотам формально является продуктом присоединения 3,3-диметилбутилового радикала к аминогруппе от фрагмента L-аспарагиновой кислоты аспартама. Последний представляет собой дипептид фенилаланина и аспарагиновой кислоты. Неотам имеет 2 стереоцентра и 4 стереоизомера. Сладость обусловлена (2С),(3С)-стереоизомером.

### ЯМР-спектроскопия

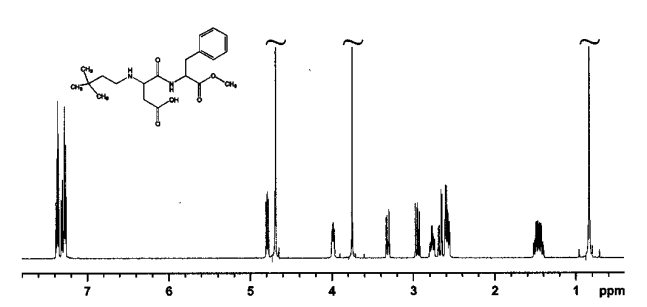
^{1}H-ЯМР спектр неотама

Структуру неотама идентифицируют с помощью 1H-ЯМР-спектроскопии, где три метильные группы 3,3-диметилбутилового фрагмента дают химический сдвиг на 0,84 м. д., отсутствующий у аспартама.

### Свойства и реактивность
Неотам имеет бо́льшую термостабильность при повышенной температуре по сравнению с аспартамом, особенно в разогретых и молочных продуктах. Повышенная температура, влажность или высокое значение рН увеличивают потери и являются основными релевантными свойствами пищи при рассмотрении стабильности неотама. Например, около 90 % исходного неотама остаётся после 8 недель хранения в напитках с рН равном 3,2. Неотам особенно стабилен в виде сухого порошка при комнатной температуре и влажности, даже если его смешивать, например, с глюкозой или мальтодекстрином, и относительно инертен в продуктах с редуцирующими сахарами, такими как фруктоза.
В отличие от аспартама, неотам не образует дикетопиперазины путём внутримолекулярной циклизации из-за его N-алкильного замещения 3,3-диметилбутиловым радикалом. Именно это свойство повышает его термостойкость по отношению к аспартаму.
Неотам очень хорошо растворим в этаноле и этилацетате и умеренно растворим в воде. Неотам является слабой кислотой ввиду наличия карбоксильной группы от фрагмента L-аспарагиновой кислоты. Водный раствор неотама с массовой долей 0,5 % имеет рН равный 5,80.

## Метаболизм

Деэтерификация неотама путём гидролиза в нейтральной или щелочной среде

У людей и многих других животных, таких как собаки, крысы и кролики, неотам быстро метаболизируется, но усваивается не полностью. Метаболиты данного соединения не накапливаются и не концентрируются в тканях организма.
У людей в пероральных дозах около 0,25 мг на килограмм массы тела (мг/кг веса тела) около 34 % неотама всасывается в кровь. Фармакокинетика пероральных доз 0,1—0,5 мг/кг массы тела несколько линейна, и при таких дозах максимальная концентрация неотама в плазме крови достигается примерно через 30 минут. В крови и в организме в целом неспецифические эстеразы разлагают неотам до деэтерифицированного неотама и метанола, что является основным метаболическим путём у людей. Деэтерифицированный неотам имеет период полувыведения в плазме около 2 часов и является основным метаболитом в плазме.
У людей более 80 % первоначальной пероральной дозы выводится с калом и мочой в течение 48 часов. Около 64 % первоначальной дозы выводится с калом, в основном в виде метаболитов. Основным метаболитом в кале является деэтерифицированный неотам. Чуть более 1 % от первоначальной дозы выводится с калом в виде N-(3,3-диметилбутил)-L-аспартил-L-фенилаланина. Более 1 % выводится с мочой в виде конъюгата карнитина и 3,3-диметилмасляной кислоты. Также в небольших количествах образуются и другие метаболиты.
Основной метаболический путь приводит к образованию N-(3,3-диметилбутил)-L-аспартил-L-фенилаланина с отделением метанола. Вторым метаболическим путём является окисление N-(3,3-диметилбутил)-L-аспартил-L-фенилаланина до 3,3-диметилмасляную кислоту. Побочными продуктами в данном случае являются метанол, аспарагиновая кислота и фенилаланин.
Выделяемый в результате метаболизма метанол образуется в незначительных количествах при рекомендованных дозировках,  гораздо меньших по сравнению с метанолом, естественным образом содержащимся в пищевых продуктах.